# محمد بن سالم بن حفيظ
محمد بن سالم بن حفيظ (1332 - بعد 1392 هـ) عالم دين وفقيه وداعية أحد رجال الإفتاء والوعظ بتريم. كان عظيم الاهتمام بالتعليم والتدريس وأخذ عنه طلاب العلم من شتى النواحي والأقطار. وله رحلات كثيرة في نشر الدعوة وإرشاد الخلق ونفع المسلمين. وكان مرجعًا للناس وأهل تريم في حل المشاكل والمنازعات ويقصدونه لذلك من المحلات البعيدة. وهو أيضا من الأدباء والشعراء، وله ديوان كبير حافل بالقصائد البليغة من نبويات ووعظيات واجتماعيات وهناء ومدح ورثاء.

## نسبه
محمد بن سالم بن حفيظ بن عبد الله بن أبي بكر بن عيدروس بن عمر بن عيدروس بن عمر بن أبي بكر بن عيدروس بن الحسين بن الشيخ أبي بكر بن سالم بن عبد الله بن عبد الرحمن بن عبد الله بن عبد الرحمن السقاف بن محمد مولى الدويلة بن علي بن علوي الغيور بن الفقيه المقدم محمد بن علي بن محمد صاحب مرباط بن علي خالع قسم بن علوي بن محمد بن علوي بن عبيد الله بن أحمد المهاجر بن عيسى بن محمد النقيب بن علي العريضي بن جعفر الصادق بن محمد الباقر بن علي زين العابدين بن الحسين السبط بن علي بن أبي طالب، وعلي زوج فاطمة بنت محمد ﷺ.
فهو الحفيد 37 لرسول الله محمد ﷺ في سلسلة نسبه.

## مولده ونشأته
ولد بقرية مشطة حوطة والده الشهيرة في أجواء عام 1332 هـ، ووالدته نور بنت علي بن عبد الرحمن المشهور. نشأ في حجر والده وأخذ عنه مبادئ الإيمان والإسلام، وكان في صغره كثير التردد إلى تريم وأدرك من حياة جده لأمه علي المشهور نحوا من اثني عشر عاما، ولما شب وصلب عوده التحق برباط تريم، فأخذ عن المدرسين به.

## شيوخه
تلقى بدايات معارفه وعلومه على نظر والده سالم بن حفيظ، وأخذ على أيدي شيوخ ذلك العصر ومنهم:
| - جده لأمه علي بن عبد الرحمن المشهور - عبد الله بن عمر الشاطري - علوي بن عبد الله بن شهاب الدين - حامد بن محمد السري - علي بن زين الهادي - أحمد بن عمر الشاطري | - عبد الله بن عيدروس العيدروس - عبد الباري بن شيخ العيدروس - حسن بن محمد بلفقيه - محمد بن حسن عيديد - حسن بن إسماعيل الحامد - عمر بن أحمد بن سميط | - أبو بكر بن أحمد الخطيب - محمد بن عوض بافضل - عبد الرحمن بن عبيد الله السقاف - أحمد بن عبد الرحمن السقاف - مصطفى بن أحمد المحضار - محمد بن هادي السقاف | - جعفر بن أحمد العيدروس - علوي بن عباس المالكي - محمد العربي بن التباني الجزائري - محمد أمين كتبي - حسن بن محمد المشاط |

## تلاميذه
كان مهتما بنشر العلم والدعوة إلى الله، وتخرج على يديه أفواج من طلاب العلوم، منهم:
| - ابنه علي المشهور بن محمد بن حفيظ - ابنه عمر بن محمد بن حفيظ - عبد القادر بن عبد الرحمن الجنيد | - فضل بن عبد الرحمن بافضل - محمد بن علي باعوضان - محمد بن علي الخطيب | - حسن بن عبد الله الشاطري - سالم بن عبد الله الشاطري - علي بن سالم بكير باغيثان | - محمد بن علوي المالكي - زين بن إبراهيم بن سميط - محمد بن عبد الله الهدار |

## حياته العلمية
تولى التدريس برباط تريم مدة طويلة، وتولى التدريس بمدرسة جمعية الأخوة والمعاونة، وبمدرسة الكاف، وله دروس يقيمها في بيته وفي بعض المساجد كمسجد مقالد. وكان يخرج إلى ضواحي تريم في كل أسبوع للوعظ والإرشاد. ومن عادته أنه يقرأ صحيح البخاري كل سنة في شهر رجب، وعند ختمه يقيم حفلا عظيما يحضره الجم الغفير من أهل تريم ونواحيها. وكان عضوا بمجلس القضاء الشرعي بتريم، وعضوا بمجلس الإفتاء أيضا بتريم، ثم صار هو رئيسا لمجلس الإفتاء بعد وفاة الشيخ سالم بن سعيد بكير. وحج حجة الإسلام سنة 1368 هـ واجتمع بكثير من علماء الحرمين الشريفين وأخذ عنهم واستجاز منهم، ثم توجه إلى شرق أفريقيا، فزار كينيا وزنجبار وتنزانيا، ودخل الهند وباكستان ولقي عددا من أهل العلم واستجازهم واستجازوه.

## مؤلفاته
وله جملة من المصنفات منها ما طبع ومنها ما زال مخطوطا، منها:
| - «تكملة زبدة الحديث في فقه المواريث» - «المفتاح لباب النكاح» - «النقول الصحاح على متن العدة والسلاح» - «التذكرة الحضرمية فيما يجب على النساء معرفته من الأمور الدينية» - «الفوائد الثمينة لقارئ المختصر والسفينة» - «الفوائد النحوية لقارئ الأجرومية» - «دروس التوحيد» - «الوسيلة للوقاية من مضلات الفتن في الإجابة على أسئلة عدن» | - «قرة العين بجواب أسئلة وادي العين» - «النفحة الوردية نظم قصة الميلاد المحمدية» - «نظم مولد الحافظ عماد الدين بن كثير» - «دليل المسلم» - «مجموع كلام ومواعظ الحبيب علوي بن عبد الله بن شهاب الدين» - «نفح الطيب العاطري في مناقب الحبيب عبد الله بن عمر الشاطري» - «رحلة الحبيب مصطفى المحضار» - ديوان شعر - الفتاوى الكبرى |

## ذريته
أعقب أحد عشر من البنين والبنات، أما البنون فهم: علي المشهور، وأحمد العطاس، وعبد الله، وسالم، وعمر.

## اختفاؤه
ولما قامت الثورة بعدن وحضرموت ضد السلاطين وتغيرت الأوضاع ونفذت السلطة الحاكمة الشيوعية قوانين وأنظمة لا تقرها الشريعة، قام محمد بن حفيظ بشدة في إنكار هذه الأمور، وصار يتكلم صراحة في كل المجالس العامة بإنكارها، فهُدد من قبل السلطة إذا هو لم يلزم السكوت، وفرضوا الإقامة الجبرية عليه، وألزموه مع جماعة من زملائه من طلبة العلم أن يحضروا كل يوم إلى مكتب المأمور، كل واحد منهم في وقت خاص به ليوقعوا كشاهد على وجودهم في البلد. ولما كان يوم الجمعة 29 من شهر ذي الحجة سنة 1392 هـ ذهب إلى الجامع مبكرا، ولما حضر الوقت المعين الملزم بالحضور فيه إلى مكتب المأمور للتوقيع، خرج من المسجد وقد ترك رداءه في محله وذهب إلى المكتب ليوقع ويعود كما هي عادته يوميا، فذهب ولم يعد، ومن ذلك اليوم حتى يومنا هذا لم يعرف له خبر.

### استشهادات
1. ↑  المقحفي، إبراهيم أحمد (2002). معجم البلدان والقبائل اليمنية. صنعاء، اليمن: دار الكلمة. ج. الأول. ص. 484.
2. ↑  القضماني، محمد ياسر (2014). السادة آل باعلوي وغيض من فيض أقوالهم الشريفة وأحوالهم المنيفة. دمشق، سوريا: دار نور الصباح. ص. 336.
3. ↑  "عن الحبيب". الحبيب عمر بن حفيظ.
4. ↑  السقاف، عبد الرحمن بن عبيد الله (2005). إدام القوت في ذكر بلدان حضرموت. جدة، السعودية: دار المنهاج. ص. 966. مؤرشف من الأصل في 2024-11-19.
5. ↑  بن حفيظ، عمر بن محمد. توجيه النبيه لمرضاة باريه. ص. 85.
6. ↑  المشهور، أبو بكر بن علي (1998). جني القطاف من مناقب وأحوال الإمام العلامة خليفة الأسلاف عبد القادر بن أحمد بن عبد الرحمن السقاف. المدينة المنورة، السعودية: دار المهاجر. ص. 421.
7. ↑  الشبامي، محمد جبران (2008). الرحلة السميطية إلى الأراضي الحضرمية. تريم، اليمن: دار العلم والدعوة. ص. 46.
8. ↑  باذيب، محمد بن أبي بكر (2009). جهود فقهاء حضرموت في خدمة المذهب الشافعي. عمان، الأردن: دار الفتح. ج. الثاني. ص. 1297.
9. ↑  الدوري، سامي ندا جاسم (2020). موسوعة شعراء العرب. عمان، الأردن: دار المعتز للنشر والتوزيع. ص. 637. مؤرشف من الأصل في 2024-12-02.
10. ↑  الهدار، حسين بن محمد (1999). هداية الأخيار في سيرة الداعي إلى الله محمد الهدار (PDF). صنعاء، اليمن: دار الكتب الوطنية. ص. 192.
11. ↑  "الحبيب محمد بن سالم الحفيظ". دار الفقيه.

## وصلات خارجية
- محمد بن سالم بن حفيظ بن أبي بكر بن سالم - معجم البابطين لشعراء العربية في القرنين التاسع عشر والعشرين.